# Latrunculia duckworthi
Latrunculia duckworthi är en svampdjursart som beskrevs av Alvarez, Bergquist och Battershill 2002. Latrunculia duckworthi ingår i släktet Latrunculia och familjen Latrunculiidae. Inga underarter finns listade i Catalogue of Life.